# That Nigger's Crazy
That Nigger's Crazy è un album dal vivo dell'attore statunitense Richard Pryor, pubblicato nel 1974 dalla Stax Records.

## Descrizione
La registrazione ebbe luogo dal vivo all'inizio del 1974 nel nightclub "Soul Train" di Don Cornelius, così chiamato poiché vi si registrava in diretta l'omonimo spettacolo televisivo. L'album vinse un premio Grammy come Best Comedy Album nel 1974. Il titolo del disco deriva da una battuta di Pryor stesso in Wattstax.
Inizialmente pubblicato su etichetta Stax Records, il successo dell'album subì un temporaneo arresto causato dall'improvvisa chiusura della Stax alla fine del 1974. Immediatamente Pryor riprese il controllo dei diritti dei nastri e firmò un contratto con la Warner Bros. Records; That Nigger's Crazy venne quindi ristampato il 10 novembre 1975 dalla Reprise, etichetta sussidiaria della Warner Bros.
Nella classifica statunitense di Billboard, l'album raggiunse la vetta della classifica R&B/Soul Albums restandoci per quattro settimane.

## Tracce
1. I Hope I'm Funny – 3:28
2. Nigger With a Seizure – 5:24
3. Have Your Ass Home By 11:00 – 2:30
4. Black and White Lifestyles – 3:43
5. Exorcist – 1:53
6. Wino Dealing with Dracula – 2:11
7. Flying Saucers – 1:09
8. The Back Down – 3:37
9. Black Man/White Woman – 0:55
10. Niggers vs. Police – 1:42
11. Wino & Junkie – 7:06